# أنامر نودرار (تيزڭزاوين)
أنامر نودرار هي إحدى مشيخات المملكة المغربية، تتبع جغرافيا لإقليم تارودانت وإداريًا لتيزڭزاوين. يقدر عدد سكانها بـ 1561 نسمة حسب الإحصاء الرسمي للسكان والسكنى لسنة 2004.